# Ivanovci (Čaglin)
 Ivanovci su naselje u Republici Hrvatskoj u Požeško-slavonskoj županiji, u sastavu općine Čaglin.

## Zemljopis
Ivanovci su smješteni na obroncima Dilj gore oko 6 km jugozapadno od Čaglina, susjedna sela su Latinovac na sjeveru i Djedina Rijeka na jugu.

## Stanovništvo
Prema popisu stanovništva iz 2011. godine Ivanovci su imali 20 stanovnika, dok su prema popis stanovništva iz 1991. godine imali 37 stanovnika većinom srpske nacionalnosti.
| broj stanovnika | 139   | 136   | 115   | 136   | 145   | 158   | 162   | 175   | 129   | 138   | 98    | 82    | 52    | 37    | 18    | 20    | 16    |
|                 | 1857. | 1869. | 1880. | 1890. | 1900. | 1910. | 1921. | 1931. | 1948. | 1953. | 1961. | 1971. | 1981. | 1991. | 2001. | 2011. | 2021. |